# Vincenzo Giovanni Giusto
Vincenzo Giovanni Giusto (Torino, 4 dicembre 1916 – Torre Mondovì, 13 aprile 1945) è stato un magistrato e partigiano italiano, a cui è stata conferita la medaglia d'oro al valor militare alla memoria.
Magistrato in servizio al tribunale di Torino e successivamente a Cuneo, dopo l'armistizio entrò nelle file della Resistenza.
Con il nome di battaglia "Enzo" e "Giudice" combatté tra le file del 1º Gruppo Divisioni Alpine del comandante "Mauri".
Cadde combattendo contro i tedeschi il 13 aprile 1945.